# Sydney International 2022 - Qualificazioni singolare femminile
Le qualificazioni del singolare femminile del Sydney International 2022 sono state un torneo di tennis preliminare per accedere alla fase finale della manifestazione. Le vincitrici dell'ultimo turno sono entrate di diritto nel tabellone principale. In caso di ritiro di una o più giocatrici aventi diritto, a queste sono subentrate le lucky loser, ossia le giocatrici che hanno perso nell'ultimo turno ma che avevano una classifica più alta rispetto alle altre partecipanti che avevano comunque perso nel turno finale.

## Teste di serie
1. Beatriz Haddad Maia (qualificata)
2. Anna Karolína Schmiedlová (qualificata)
3. Elena-Gabriela Ruse (qualificata)
4. Océane Dodin (ultimo turno, lucky loser)
5. Claire Liu (ultimo turno)
6. Panna Udvardy (primo turno)

1. Fiona Ferro (ultimo turno, lucky loser)
2. Magdalena Fręch (qualificata)
3. Diane Parry (ultimo turno)
4. Ena Shibahara (qualificata)
5. Vivian Heisen (ultimo turno)
6. Gabriella Da Silva-Fick (primo turno)

## Qualificate
1. Beatriz Haddad Maia
2. Anna Karolína Schmiedlová
3. Elena-Gabriela Ruse

1. Magdalena Fręch
2. Ena Shibahara
3. Giuliana Olmos

### Lucky loser
1. Océane Dodin

1. Fiona Ferro

## Tabellone

### Legenda
| - Q = Qualificato - WC = Wild card - LL = Lucky loser | - ALT = Alternate - SE = Special Exempt - PR = Protected Ranking | - w/o = Walkover - r = Ritirato - d = Squalificato |

### Sezione 1
|  | Primo turno | Primo turno             | Primo turno             | Primo turno | Primo turno |  |  | Ultimo turno | Ultimo turno        | Ultimo turno | Ultimo turno | Ultimo turno |  |
|  |             |                         |                         |             |             |  |  |              |                     |              |              |              |  |
|  | 1           | Beatriz Haddad Maia     | Beatriz Haddad Maia     | 6           | 6           |  |  |              |                     |              |              |              |  |
|  |             | Yang Zhaoxuan           | Yang Zhaoxuan           | 4           | 4           |  |  | 1            | Beatriz Haddad Maia | 6            | 3            | 6            |  |
|  |             | Gabriela Dabrowski      | Gabriela Dabrowski      | 6           | 6           |  |  |              | Gabriela Dabrowski  | 3            | 6            | 3            |  |
|  | 12          | Gabriella Da Silva-Fick | Gabriella Da Silva-Fick | 3           | 0           |  |  |              |                     |              |              |              |  |

### Sezione 2
|  | Primo turno | Primo turno               | Primo turno               | Primo turno | Primo turno |  |  | Ultimo turno | Ultimo turno              | Ultimo turno              | Ultimo turno | Ultimo turno |  |
|  |             |                           |                           |             |             |  |  |              |                           |                           |              |              |  |
|  | 2           | Anna Karolína Schmiedlová | Anna Karolína Schmiedlová | 6           | 6           |  |  |              |                           |                           |              |              |  |
|  | WC          | Roisin Gilheany           | Roisin Gilheany           | 2           | 1           |  |  | 2            | Anna Karolína Schmiedlová | Anna Karolína Schmiedlová | 6            | 6            |  |
|  |             | Alicia Smith              | 1                         | 6           | 0r          |  |  | 11           | Vivian Heisen             | Vivian Heisen             | 0            | 1            |  |
|  | 11          | Vivian Heisen             | 6                         | 1           | 3           |  |  |              |                           |                           |              |              |  |

### Sezione 3
|  | Primo turno | Primo turno         | Primo turno         | Primo turno | Primo turno |  |  | Ultimo turno | Ultimo turno        | Ultimo turno        | Ultimo turno | Ultimo turno |  |
|  |             |                     |                     |             |             |  |  |              |                     |                     |              |              |  |
|  | 3           | Elena-Gabriela Ruse | Elena-Gabriela Ruse | 6           | 6           |  |  |              |                     |                     |              |              |  |
|  | WC          | Alexandra Osborne   | Alexandra Osborne   | 3           | 0           |  |  | 3            | Elena-Gabriela Ruse | Elena-Gabriela Ruse | 7            | 6            |  |
|  | WC          | Michaela Haet       | Michaela Haet       | 1           | 1           |  |  | 7            | Fiona Ferro         | Fiona Ferro         | 65           | 3            |  |
|  | 7           | Fiona Ferro         | Fiona Ferro         | 6           | 6           |  |  |              |                     |                     |              |              |  |

### Sezione 4
|  | Primo turno | Primo turno        | Primo turno        | Primo turno | Primo turno |  |  | Ultimo turno | Ultimo turno    | Ultimo turno    | Ultimo turno | Ultimo turno |  |
|  |             |                    |                    |             |             |  |  |              |                 |                 |              |              |  |
|  | 4           | Océane Dodin       | Océane Dodin       | 6           | 6           |  |  |              |                 |                 |              |              |  |
|  | WC          | Isabella Bozicevic | Isabella Bozicevic | 1           | 1           |  |  | 4            | Océane Dodin    | Océane Dodin    | 2            | 5            |  |
|  | WC          | Alana Parnaby      | Alana Parnaby      | 2           | 2           |  |  | 8            | Magdalena Fręch | Magdalena Fręch | 6            | 7            |  |
|  | 8           | Magdalena Fręch    | Magdalena Fręch    | 6           | 6           |  |  |              |                 |                 |              |              |  |

### Sezione 5
|  | Primo turno | Primo turno   | Primo turno   | Primo turno | Primo turno |  |  | Ultimo turno | Ultimo turno  | Ultimo turno  | Ultimo turno | Ultimo turno |  |
|  |             |               |               |             |             |  |  |              |               |               |              |              |  |
|  | 5           | Claire Liu    | Claire Liu    | 6           | 6           |  |  |              |               |               |              |              |  |
|  | WC          | Alison Bai    | Alison Bai    | 1           | 1           |  |  | 5            | Claire Liu    | Claire Liu    | 3            | 4            |  |
|  | WC          | Lisa Mays     | Lisa Mays     | 1           | 2           |  |  | 10           | Ena Shibahara | Ena Shibahara | 6            | 6            |  |
|  | 10          | Ena Shibahara | Ena Shibahara | 6           | 6           |  |  |              |               |               |              |              |  |

### Sezione 6
|  | Primo turno | Primo turno      | Primo turno      | Primo turno | Primo turno |  |  | Ultimo turno | Ultimo turno   | Ultimo turno | Ultimo turno | Ultimo turno |  |
|  |             |                  |                  |             |             |  |  |              |                |              |              |              |  |
|  | 6           | Panna Udvardy    | 2                | 6           | 4           |  |  |              |                |              |              |              |  |
|  |             | Giuliana Olmos   | 6                | 3           | 6           |  |  |              | Giuliana Olmos | 6            | 3            | 6            |  |
|  |             | Ljudmyla Kičenok | Ljudmyla Kičenok | 3           | 1           |  |  | 9            | Diane Parry    | 4            | 6            | 3            |  |
|  | 9           | Diane Parry      | Diane Parry      | 6           | 6           |  |  |              |                |              |              |              |  |